# Галиполски договор
Галиполският мирен договор, сключен през януари или началото на февруари 1403 година, е мирен договор между Сюлейман Челеби, владетел на османските територии на Балканите, и основните християнски регионални сили: Византийската империя, Венецианската република, Генуезката република, Хоспиталиерите и Наксосското херцогство. Сключен след битката при Анкара, докато Сюлейман се опитва да укрепи собствената си позиция в борбата за наследство с братята си, договорът донася големи отстъпки на християнските държави, особено на византийците, които си възвръщат загубените територии и постигат номинално превъзходство над османския владетел. Неговите разпоредби са спазвани както от Сюлейман, така и от Мехмед I, победителят в борбата за османски наследство, но са нарушени след смъртта на Мехмед в 1421 година.

## Предистория
На 26 юли 1402 година, в битката при Анкара, османският султан Баязид I е победен и пленен от тюрко-монголския военачалник Тимур. Това знаменателно събитие преобръща баланса на силите в региона, тъй като османските владения в Анатолия са разделени от Тимур, който възстановява много от независимите турски бейлици, погълнати преди това от Баязид. Тимур не се намесва на Балканите, където османското завоевание също е напреднало много: преди битката при Анкара, Константинопол, почти последният остатък от Византийската империя, е обсаден от Баязид. Както и в Анатолия, внезапният крах на османската власт оставя вакуум във властта, в който различните християнски сили в региона – византийците, унгарците, Венецианската република и редица второстепенни владетели – се опитват да защитят интересите си по най-добрия възможен начин, като същевременно са твърде слаби, за да се противопоставят на османската сила.
Сюлейман Челеби, най-големият син на Баязид, бяга след битката при Анкара и пристига в Галиполи на 20 август. Докато другите му братя остават в Анатолия, за да се справят с Тимур и да се опитат да спасят каквото могат, Сюлейман установява контрол над османските територии на Балканите (Румелия). Позицията му там обаче е несигурна и първият му приоритет е да се свърже с християнските сили в региона и да уреди примирие с тях, особено с оглед на необходимостта един ден да се върне в Анатолия и да се бори с братята си и други съперници в последвалото Османско междуцарствие. Още на 22 септември Венецианският сенат обсъжда въпроса и се надява да получи контрол над Галиполи. Венецианците се свързали и с византийския император Мануил II Палеолог, който по това време бил в Париж на голямо пътуване, търсейки помощ на Запад, като го настоявали да се върне у дома, тъй като племенникът и регент на Мануил, Йоан VII Палеолог, е известен със симпатиите си към морския и търговски съперник на Венеция, Генуезката република.
Преговорите скоро започват и Сюлейман изпраща пратеници както до Венеция, така и до Мануил, предлагайки значителни отстъпки. Мануил обаче се връща в Константинопол едва на 9 юни 1403 година и споразумение е постигнато по време на неговото отсъствие, след преговори, продължили три месеца и половина. Венецианците, които, наред с други свои съображения, искали да използват османското влияние, за да уредят съперничеството си с флорентинеца Антонио I Ачайоли, който превзел Атина, изпратил най-опитния си дипломат, владетеля на Андрос, Пиетро Зено, за свой преговарящ, заедно с Марко Гримани, докато Генуа назначила Жан дьо Шатоморан за свой пратеник до източните владетели.

## Клаузи
Съдейки по факта, че на 20 февруари на писарите от Пера им е платено за работата си по изготвянето на договора, споразумението явно е сключено през януари или началото на февруари 1403 година. Запазено е едно копие от него, лош венециански превод на турския оригинал. Пиетро Зено също оставя разказ за преговорите с османците, в който заявява, че договорът е подписан в Галиполи. Разпоредбите на договора са следните:
1. Султан Сюлейман сключва „истински мир“ с „великия император на гърците [Йоан VII Палеолог], баща ми“, както и с „великите общини на Родос [рицарите хоспиталиери], Венеция, Генуа с остров Хиос и херцога на Наксос и с всички земи и острови, които са техни, и техните владения в Егейско и Черно море“.[10]
2. На византийския император султан Сюлейман отстъпва „Солун и Каламария с цялата им принадлежаща територия“, крайбрежието от „Галик до река Паравардаро“, както и цялата земя от Панидос (на Мраморно море) до Месемврия (на Черно море) и областта Палатеория с всичките ѝ крепости. Византийците вече не са задължени да плащат данък и са свободни да издигат крепости, както си пожелаят.[11] Съвременният византийски историк Дука дава малко по-различно описание, като пише, че Сюлейман е предал „областта на Струма до Зетунион, Пелопонес и земите около [Константинопол] от Панидос до Светото Устие [тоест Босфора], както и всички крайбрежни крепости, разположени по Черно море от Светото устие до Варна“.[12] Тези пасажи получават тълкувание, че Сюлейман е отстъпил контрола над всички крайбрежни територии от река Струма до Зетунион (днешна Ламия), тоест по-голямата част от крайбрежна Македония (включително Халкидика) и брега на Тесалия до Малийския залив. Невъзможно е да се каже със сигурност колко далеч навътре в страната се е простирал този контрол.[13]
3. Сюлейман освен това връща „всички крепости, които императорът е притежавал в Турция“. Завръщането на някои крепости по бреговете на Анатолия е потвърдено от византийския историк Лаоник Халкокондил, но от византийски източници не са известни подробности.[14][15] Идентичността на поне някои от тези крепости е предоставена от османския историк Ашъкпашазаде, който съобщава, че около 1419 година султан Мехмед I възстановява контрола си върху крепостите Хереке, Стара Гебзе, Даръджа, Пендик и Картал, на северния бряг на Никомедийския залив, които дотогава са били във византийски ръце. Формулировката на Ашъкпашазаде обаче предполага също така, че тези крепости са останали оспорвани от византийците след това и едва по време на управлението на Мехмед II (1444 – 1446, 1451 – 1481) те са окончателно завладени от османците.[16][17]
4. Ако Тимур нападне Константинопол, Сюлейман се ангажира да помогне за защитата му със свои галери и моряци.[11]
5. Сюлейман също така ввръща островите от Северните Споради: Скопелос, Скиатос и Скирос. Данъкът им също така е анулиран.[18]
6. На всички граждани на Константинопол (тоест поданици на византийския император) е позволено да се върнат по домовете си без никакви такси.[18]
7. Всички съдебни дела от времето на бащата и дядото на Сюлейман се прекратяват, с изключение на дълговете между частни лица.[18]
8. На сръбския владетел Стефан Лазаревич е позволено да запази земите си, при условие че приеме същите задължения, дължими на Баязид, тоест да плаща данък и да предоставя военна помощ.[18]
9. Всички франкски, венециански, генуезки, родоски и гръцки търговци са свободни да търгуват във всяка територия, притежавана от Сюлейман тогава или в бъдеще, и са задължени да плащат мита „каквото е било обичайно преди“.[18]
10. Ако търговец извърши престъпление, никой друг търговец не трябва да бъде наказан освен извършителя.[18]
11. Ако на територията на Сюлейман се случи корабокрушение, както стоките, така и пътниците трябва бъдат върнати.[18]
12. Всички пристанища под контрола на Сюлейман ще бъдат отворени за християнски търговци, на които ще бъде разрешено да изнасят зърно без ограничения. Данъкът върху всеки бушел (мозо) зърно, според мярката, използвана в Константинопол, е определен на една перпера.[18]
13. Корабите на Сюлейман няма да имат право да напускат Дарданелите без разрешение от византийския император и Християнската лига.[18]
14. Всички византийски пленници, държани от Сюлейман или някой от подчинените му господари, трябва да бъдат освободени.[19]
15. Всички генуезки пленници, държани от Сюлейман или някой от подчинените му господари, трябва да бъдат освободени.[20]
16. Ако генуезки роб избяга на османска територия, трябва да бъде върнат. Всеки мюсюлманин, държан от генуезците след нападението на Тимур, трябва да бъде освободен.[20]
17. Двадесет и пет пленници от Хиос (генуезка колония), държани от османците, трябва да бъдат освободени.[20]
18. Генуезките колонии в Черно море са освободени от данък към османците.[20]
19. Данъкът от 500 дуката, плащан дотогава от Хиос на османския губернатор в Алто Луого (Аясолук), се анулира.[20]
20. Всички територии, крепости, жилища и всичко останало, отнето от венецианците, трябвало да им бъдатвъзстановени, а Атина да се върне под тяхна власт.[20] Тази разпоредба никога не е приложена и Антонио I Ачайоли запазва контрола си над Атина.[21][22]
21. Венецианците получават ивица земя, широка пет мили, на континента срещу цялата дължина на остров Евбея (венецианско владение), но османците запазват солените равнини и пристанищата в района. Венецианците също така се ангажират да наказват всеки, който взема зърно от османска територия, без да плаща мита.[20]
22. Сюлейман се съгласява да не увеличава данъка, наложен на Маркизат Бодоница, спрямо този, който е бил при Баязид, въпреки че маркизът е заговорничил срещу османците в Тесалия.[20][7]
23. Робите от двете страни, които се опитвали да избягат на територията на другата, щяли да бъдат върнати.[20]
24. Данъкът от 200 дуката, плащан дотогава от Наксос, се анулира.[20]
25. Сюлейман трябва да върне 500 венециански пленници, при условие че венецианците освободят всички османски пленници, които държат.[20]
26. Данъкът от 500 дуката, плащан дотогава от Неа Фокея (генуезка колония), се анулира.[20]
27. Прехвърлянето на Графство Салона на рицарите хоспиталиери от деспота на Морея, Теодор I Палеолог, е ратифицирано.[20][23]

## Значение и последици
Договорът (или друг договор с подобни клаузи) е ратифициран отново, след като император Мануил II се завръща от Запада по-късно през същата година. Договорът е много непопулярен сред османците поради отстъпките си, но необходимостта да запази тила си сигурен, докато е ангажиран в Гражданската война на Османското междуцарствие с братята си, принуждава Сюлейман да се придържа към него до собственото падането му от власт в 1411 година. Въпреки това, опозицията от страна на могъщите османски гранични военачалници (удж бейове), като Евренос бег, може да е довело до поне един основен пропуск в договора: самият град Галиполи остава в османски ръце, като по този начин се предотвратява повторение на изключително неизгодното положение, създало се в резултат от временната му загуба по време на Савойския кръстоносен поход в 1366 година, когато османските владения в Анатолия и Европа са на практика разделени.
Историкът Невра Неджипоглу подчертава назоваването на византийския император като „баща“ от Сюлейман в целия договор, което показва забележителната промяна в позициите, породена от битката при Анкара: от османски васали на ръба на изчезване, след Анкарското поражение византийците получават известно предимство над османците и успяват да го запазят в продължение на няколко години чрез умело използване на дипломация и размяна на подкрепа между съперничещите си османски принцове. В 1411 година Сюлейман е свален и убит от брат си Муса Челеби, който продължава да превзема по-голямата част от териториите, отстъпени на византийците в Македония, Тесалия и Тракия. След като Муса е победен от Мехмед I в 1413 година, слагайки край на Османската гражданска война, новият султан потвърждава отново разпоредбите на Галиполския договор и позицията си на „послушен син“ на император Мануил и ги поддържа до смъртта си в 1421 година.
След възкачването на Мурад II на трона и възкачването на агресивно настроения син на Мануил, Йоан VIII Палеолог, приятелските византийско-османски отношения приключват: Мурад за кратко обсажда Константинопол в 1422 година и започва дълга блокада на Солун, което принуждава византийците да го предадат на Венеция в 1423 година. В мирен договор, сключен през февруари 1424 година, византийците отново губят по-голямата част от териториите, спечелени с Галиполския договор, и отново са сведени до статут на плащащи данък васали.
От венецианска гледна точка, когато Сюлейман се ангажира с делата в Анатолия от 1406 година нататък, отношенията се влошават, тъй като местните гранични военачалници са оставени свободни да действат, а Венеция също така се заплита във война срещу местния християнски владетел Балша III, османски васал, в Западните Балкани. Венеция изпраща многократни посолства до Сюлейман в 1406– 1409 година, но без особен резултат. През този период венецианците преговарят директно с Игит паша, владетел на Скопие, както и със Сюлейман. Въпреки това, венецианският посланик Франческо Джустиниан успява да сключи договор със Сюлейман в 1409 година, а след падането на Сюлейман, подобен договор – Селимврийският договор, е сключен с Муса през септември 1411 година.

### Цитирана литература
- Bakalopulos, A. Les limites de l'empire byzantin depuis la fin du XIV' siècle jusqu'à sa chute (1453) //  Byzantinische Zeitschrift 55 (1).   1962. DOI:10.1515/byzs.1962.55.1.56. с. 56–65.
- Dennis, George T. The Byzantine–Turkish Treaty of 1403 //  Orientalia Christiana Periodica XXXIII.   1967. с. 72–88.
- Foss, Clive. Survey of Medieval Castles of Anatolia, Vol. II: Nicomedia.   London, British Institute of Archaeology at Ankara, 1996. ISBN 978-1-8982-4907-8.
- Kastritsis, Dimitris. The Sons of Bayezid: Empire Building and Representation in the Ottoman Civil War of 1402-13.   BRILL, 2007. ISBN 978-90-04-15836-8.
- Decline and Fall of Byzantium to the Ottoman Turks, by Doukas. An Annotated Translation of "Historia Turco-Byzantina" by Harry J. Magoulias, Wayne State University.   Detroit, Wayne State University Press, 1975. ISBN 0-8143-1540-2.
- Miller, William. The Latins in the Levant: A History of Frankish Greece (1204–1566).   London, John Murray, 1908.
- Necipoğlu, Nevra. Byzantium between the Ottomans and the Latins: Politics and Society in the Late Empire.   Cambridge, Cambridge University Press, 2009. ISBN 978-1-107-40388-8.
- Setton, Kenneth M. (1976). The Papacy and the Levant (1204–1571), Volume I: The Thirteenth and Fourteenth Centuries. Philadelphia: The American Philosophical Society, ISBN 0-87169-114-0, https://books.google.com/books?id=i4OPORrVeXQC
- Shukurov, Rustam. The Byzantine Turks (1204–1461).   Leiden, Brill, 2016. ISBN 978-90-04-30512-0.